# Roberto Cabrera
José Roberto Cabrera Caro (San Vicente de Tagua Tagua, 2 de enero de 1914-7 de octubre de 1995) fue un futbolista chileno que jugaba en la posición de mediocampista. Fue campeón nacional con Audax Italiano en 1946 y 1948, e internacional con la selección chilena en los Campeonatos Sudamericanos de 1941 y 1942.

## Trayectoria
Nació en San Vicente de Tagua Tagua, pero comenzó en el fútbol en Rancagua, en La Cruz e Instituto. En esta etapa también practicó básquetbol y fue seleccionado de Rancagua y Sewell. En 1933 llegó a Everton de Valparaíso, donde formó junto a Raúl Toro. Al año siguiente defendió a Independiente de Sewell, y luego volvió a Everton. Cuando vestía los colores del Deportivo Viña del Mar el entrenador uruguayo Juan Carlos Bertone lo ubicó en el campo de juego como centro half.
Llegó en 1938 a Audax Italiano y formó una recordada línea media junto a Enrique Araneda y Héctor Trejo. Fue campeón con el conjunto itálico en 1946 y 1948, cuando era capitán.

## Selección nacional
Roberto Cabrera jugó un total de ocho partidos internacionales con la selección chilena en 1941 y 1942. El centrocampista debutó en el Campeonato Sudamericano 1941 de Santiago en una victoria por 5-0 sobre Ecuador. Cabrera jugó en todos los partidos del torneo para Chile, que terminó en tercer lugar después de dos victorias y dos derrotas.
En el Campeonato Sudamericano 1942 de Montevideo Cabrera jugó cuatro de los seis partidos del torneo. Chile terminó penúltimo después de una victoria, un empate y cuatro derrotas. El empate 0-0 contra Perú fue su última aparición con la camiseta nacional.

### Participaciones en el Campeonato Sudamericano
| Torneo                       | Sede    | Resultado    | Partidos | Goles |
| ---------------------------- | ------- | ------------ | -------- | ----- |
| Campeonato Sudamericano 1941 | Chile   | Tercer lugar | 4        | 0     |
| Campeonato Sudamericano 1942 | Uruguay | Sexto lugar  | 4        | 0     |
| Total                        | Total   | Total        | 8        | 0     |

## Clubes
| Club                    | País  | Año       |
| ----------------------- | ----- | --------- |
| Everton                 | Chile | 1933      |
| Independiente de Sewell | Chile | 1934      |
| Everton                 | Chile | 1935      |
| Deportivo Viña del Mar  | Chile | 1936-1937 |
| Audax Italiano          | Chile | 1938-1948 |

## Palmarés

### Campeonatos nacionales
| Título           | Club           | País  | Año  |
| ---------------- | -------------- | ----- | ---- |
| Primera División | Audax Italiano | Chile | 1946 |
| Primera División | Audax Italiano | Chile | 1948 |